# Desa Cisitu (administrativ by i Indonesien, Jawa Barat, lat -7,06, long 106,93)
Desa Cisitu är en administrativ by i Indonesien.   Den ligger i provinsen Jawa Barat, i den västra delen av landet, 90 km söder om huvudstaden Jakarta.